# Creagrutus maracaiboensis
Creagrutus maracaiboensis är en fiskart som först beskrevs av Schultz, 1944.  Creagrutus maracaiboensis ingår i släktet Creagrutus och familjen Characidae. IUCN kategoriserar arten globalt som livskraftig. Inga underarter finns listade i Catalogue of Life.